# 마라나타

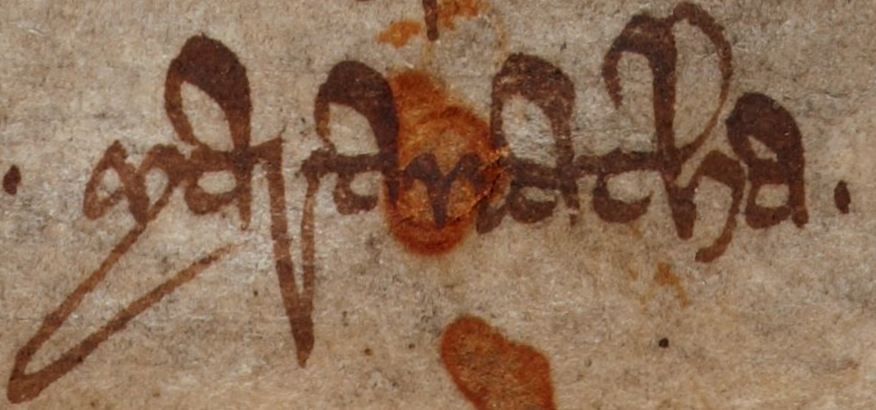
중세 본문 사우스윅 코덱스 중 마라나타의 언급

마라나타(Maranatha, 아람어: מרנא תא: maranâ thâ'  또는 מרן אתא: maran 'athâ' , 그리스: Μαραναθα, Our Lord has come, 주께서 임하시느니라)는 2개의 아람어가 합쳐진 공식인데 신약성경에 두 번 나온다. 성경에서 "마라나타(מרנא תא, maranâ thâ))"라고 하는 용어는 고린도전서 16:22와 요한계시록 22:20에 두 번 나온다. 이것은 본래는 아람어로 기도문에 쓰인 것으로 헬라어로 표기한 것이다.이 용어는 초기 기독교의 가르침을 담고 있는 "디다케(가르침이라는 뜻)"의 예식문(10:14)에서도 발견되며, "주께서 임하시느니라", "우리 주여 오소서(Our Lord(10:14) come 혹은 Our Lord has come)"라는 의미이다.